# 阿斯拜爾學院
25°16′05″N 51°26′37″E / 25.268071°N 51.443605°E
阿斯拜爾學院 (英語：Aspire Academy，阿拉伯语：‎，羅馬化：Akādīmiyat 'Asbāyr)是一所位於卡達杜哈體育城的體育學院，成立於2004年，目標是尋找和幫助培養卡達運動員，同時為他們提供中學教育。